# おくりびとアカデミー
おくりびとアカデミーとは日本の国内唯一の納棺師育成学校である。
株式会社おくりびとアカデミーによって2013年6月に設立された。

## 概要
おくりびとアカデミーは2013年に日本の株式会社おくりびとアカデミーによって設立された国内唯一の納棺師の育成学校である。

## 目的
高齢化社会を迎え、終末期を迎える人が増える日本において、「死」を直視するとともに、いかに人生のエンディングをよりよく、意味のある場にするかを伝えていきます。
```
日本は高齢化社会を迎え、同時に人生の終末期を迎える人が増加しています。今般、葬祭・医療・看護・介護のスペシャリストを講師として迎え、『おくりびと®アカデミー』を開設し、誰もが逃れることのできない「死」を直視するとともに、いかに人生のエンディングをよりよく、意味のある場にするかを伝えていきます。
[
1
]
```

## 受講コース

### 納棺師コース

#### コース概要
納棺師になるための基礎的な技術と知識の習得をする。所作、宗教、衣装、メイク、遺体処置などについて学ぶ。納棺師になるための基礎コース

#### コース内科目
- 納棺士概論
- マナー
- 葬祭知識
- 宗教学
- シャワー湯灌
- メイク講座
- スタンダード処置
- 特殊処置
- 遺体衛生保全
- グリーフサポート
- 医学・介護概論
- 納棺士関連法規
- お着せ替え
- 納棺実技

## 講師

### 木村光希
日本の納棺師。納棺師であった父の影響で納棺師になる。アジアの国々への納棺指導を経て、日本の納棺の素晴らしさを実感する。納棺師による葬儀のブランド「おくりびとのお葬式」を始める。
ディパーチャーズ・ジャパン株式会社代表兼株式会社おくりびとアカデミー代表

## 所在地

### 本社
〒104-0042　東京都中央区入船3丁目7-7 ウィンド入船ビル6F

### 授業会場
〒104-0042　東京都中央区入船3丁目7-7 ウィンド入船ビル7F